# Vilanija
Vilanija (olaszul:  Villania) falu Horvátországban, Isztria megyében. Közigazgatásilag Umaghoz tartozik.

## Fekvése
Az Isztria északnyugati részén, Umagtól 5 km-re keletre a Petrovija–Plovanija út mellett fekszik.

## Története
Területén már az ókorban éltek emberek, melyről több itt talált lelet, sírkőlapok, pénzek, üveg- és cserépmaradványok tanúskodnak. A falutól északra fekvő Klija nevű településrészen villagazdaság épületegyütteséből fennmaradt egy egyszerű, négyszög alaprajzú kápolna, melyet Szent Miklós tiszteletére szenteltek. Ennek a történelem előtti időktől a középkorig lakott területnek a régészeti kutatása még nem történt meg. A 10. században ez a vidék adományozás révén az aquileiai pátriárka birtoka lett. 1269-ben Umaggal együtt a Velencei Köztársaság foglalta el és egészen 1797-ig meg is tartotta. A 16. és 17. században a Balkánról, főként Dalmáciából érkezett földműves családokkal népesítették be. 1797-ben a napóleoni háborúk következtében megszűnt a Velencei Köztársaság és az Isztriával együtt a település is Habsburg uralom alá került. 1805-ben Napóleon a francia fennhatóság alatt álló Illír provincia részévé tette. Napóleon bukása után 1813-ban az egész Isztriával együtt ismét a Habsburg birodalom részévé vált és maradt 1918-ig. 1880-ban 127, 1910-ben 178 lakosa volt. Az első világháború után a rapallói szerződés értelmében Isztria az Olasz Királysághoz került. 1943-ban az olasz kapitulációt követően német megszállás alá került, mely 1945-ig tartott. A második világháború után a párizsi békeszerződés értelmében Jugoszlávia része lett, de 1954-ig különleges igazgatási területként átmenetileg a Trieszti B zónához tartozott és csak ezután lépett érvénybe a jugoszláv polgári közigazgatás. A település Jugoszlávia felbomlása után 1991-ben a független Horvátország része lett. 2011-ben 266 lakosa volt. Lakói a termékeny talajnak és a kedvező klímának köszönhetően főként mezőgazdasággal foglalkoznak.

## Nevezetességei
- Szent Miklós tiszteletére szentelt kápolnája egyszerű, négyszög alaprajzú épület. Berendezésének legértékesebb darabjai az oltár 17. századi fából faragott színes retablója, Szent Miklós, Szent Pelegrin és Szent Márk szobrai. A helyi hagyomány szerint a kápolna építése a velencei uralom kezdetével (1269) van kapcsolatban és a titulusa eredetileg Szent Márk volt.
- A faluban a 19. századi népi építészet több szép példája maradt fenn.
- Vilanija és Vardica között az Antenal d. d. Vilanija kőbányája működik.

## Lakosság
| Lakosság változása | Lakosság változása | Lakosság változása | Lakosság változása | Lakosság változása | Lakosság változása | Lakosság változása | Lakosság változása | Lakosság változása | Lakosság változása | Lakosság változása | Lakosság változása | Lakosság változása | Lakosság változása | Lakosság változása | Lakosság változása |
| ------------------ | ------------------ | ------------------ | ------------------ | ------------------ | ------------------ | ------------------ | ------------------ | ------------------ | ------------------ | ------------------ | ------------------ | ------------------ | ------------------ | ------------------ | ------------------ |
| 1857               | 1869               | 1880               | 1890               | 1900               | 1910               | 1921               | 1931               | 1948               | 1953               | 1961               | 1971               | 1981               | 1991               | 2001               | 2011               |
| 0                  | 0                  | 127                | 135                | 145                | 178                | 0                  | 0                  | 180                | 126                | 148                | 100                | 108                | 145                | 178                | 266                |